# عقد 230
عقد 230 هو عقد امتد بين 1 يناير 230 و31 ديسمبر 239 بحسب التقويم الميلادي. سبقه عقد 220 ولحقه عقد 240.

## مواليد
- بابولا الشهيد (238)
- أغاثا الصقلية (235)
- فرفوريوس الصوري (233)
- فيليب الثاني (237)
- الإمبراطور وو من جين (236)

## وفيات
- سيفيروس ألكسندر (235)
- بونتيان (235)
- بابينوس (238)
- كورديان الثاني (238)
- هيبوليتوس الرومي (235)
- أوربان الأول (230)
- لينغ تونغ (237)
- أنتيروس (236)
- الإمبراطور شيان من هان (234)
- ديمتريوس الأول (231)
- جورديان الأول (238)

## كتب
- Yves Denis Papin (1998). Chronologie de l'histoire ancienne. Lieu de publication non identifié: Éditions Jean-paul Gisserot. ISBN:2-87747-346-5. OCLC:40746926. مؤرشف من الأصل في 2022-03-16.
- موسوعة حضارة العالم (2002) لأحمد محمد عوف.

## روابط خارجية
- تصفح سنة بسنة عقد 230 على موقع onthisday.com
- تصفح سنة بسنة عقد 230 ابتداءً من سنة عقد 230 على موقع المكتبة الوطنية الفرنسية